# Lendinara

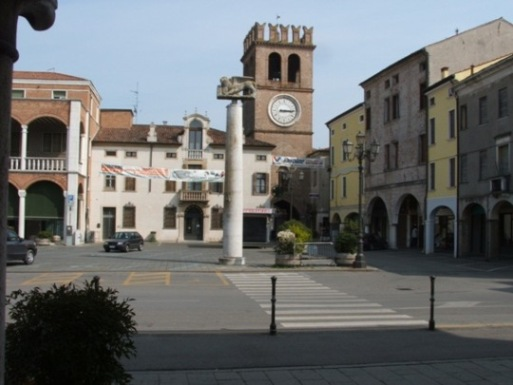
Piazza Risorgimento in Lendinara

Lendinara ist eine norditalienische Gemeinde (comune) mit 11.470 Einwohnern (Stand 31. Dezember 2023) in der Provinz Rovigo in Venetien. Die Gemeinde grenzt unmittelbar an die Provinz Padua und liegt etwa 14,5 Kilometer westlich von Rovigo und etwa 27 Kilometer nördlich von Ferrara. Am Nordrand der Gemeinde fließt der Etsch. Lendinara ist damit Teil der Polesine, dem Gebiet zwischen Etsch und Po. Durch die Gemeinde fließt ein kleiner Nebenfluss zum Etsch, der Naviglio Adigetto.
Den Titel città (Stadt) führt Lendinara seit 1495.

## Geschichte
Lendinara ist eine ursprünglich keltische Gründung. Zahlreiche archäologische Funde belegen eine reiche Siedlung. Urkundlich erwähnt wird die Ortschaft erstmals 870. 1246 wurde der Ort von Ezzelino III. da Romano verwüstet. 

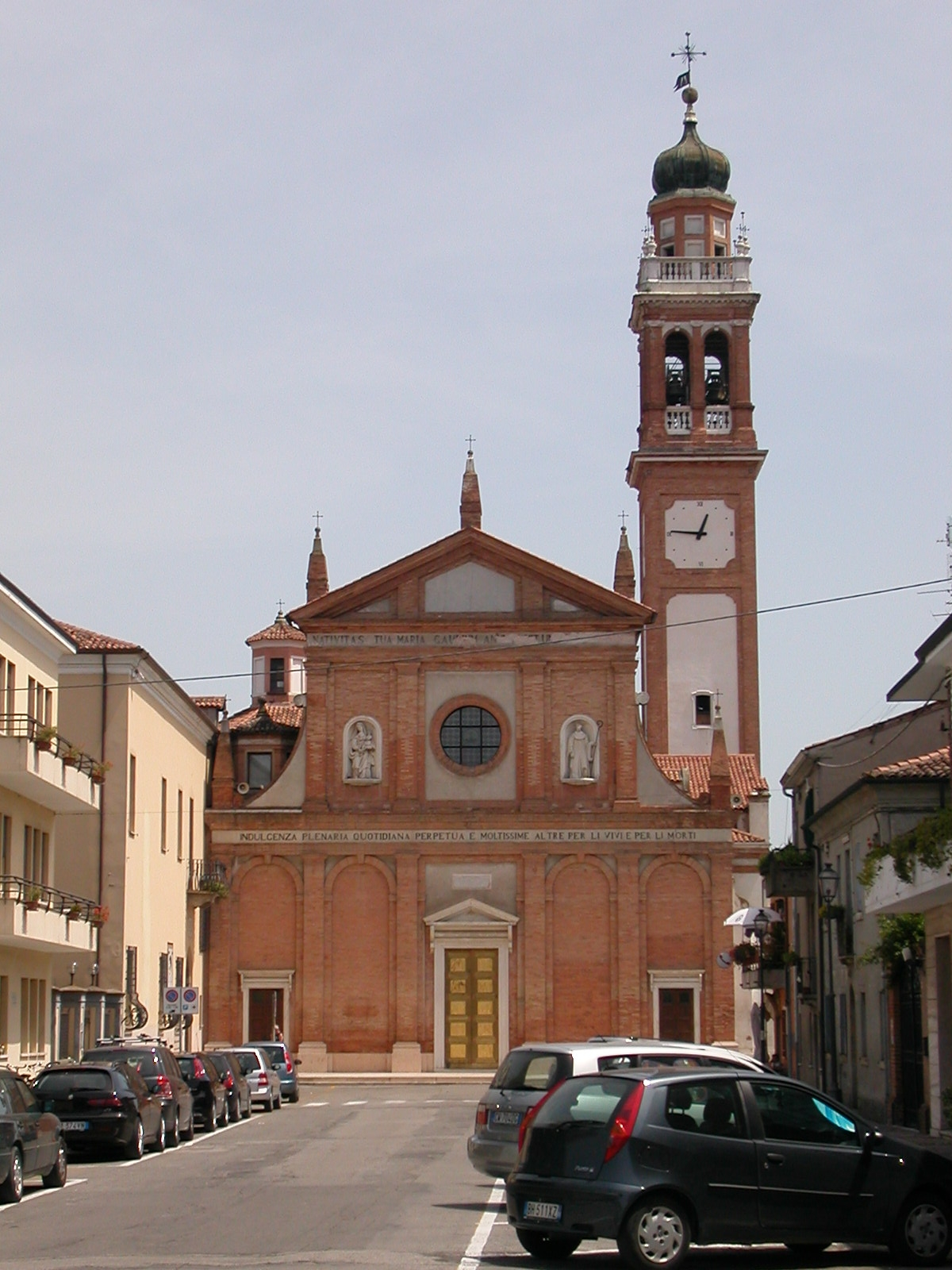
Die Abteikirche der Olivetaner und päpstliche Basilica minor S. Maria del Pilastrello zu Lendinara

## Verkehr
Lendinara liegt an der Strada Statale 499. Etwas südlich von der Gemeinde verläuft die Strada Statale 434 Transpolesana, östlich die Autostrada A31 von Padua nach Bologna. An der nichtelektrifizierten Bahnstrecke von Verona nach Rovigo befindet sich ein Bahnhof. Die frühere Bahnstation in Ramodipalo ist mittlerweile geschlossen.

## Persönlichkeiten
- Domenico Montagnana (1686–1750), Geigenbauer, in Lendinara geboren
- Giuseppe Boerio (1754–1832), Magistrat und Richter der Republik Venedig, in Lendinara geboren
- Giuseppe Garibaldi (1807–1882), General und Unabhängigkeitskämpfer, war hier eine kurze Zeit Präsident der Società Operaia di Mutuo Soccorso
- Jessie White Mario (1832–1906), Schriftstellerin
- Vittorino Girardi (* 1938), Bischof von Tilarán-Liberia